# Cheiridopsis acuminata
Cheiridopsis acuminata är en isörtsväxtart som beskrevs av L. Bol. Cheiridopsis acuminata ingår i släktet Cheiridopsis och familjen isörtsväxter. Inga underarter finns listade i Catalogue of Life.